# 小金井市立東小学校
小金井市立東小学校（こがねいしりつひがししょうがっこう）は東京都小金井市東町にある公立小学校。最寄り駅はJR中央線の東小金井駅および西武多摩川線の新小金井駅。
1959年(昭和34年)4月1日創立。

## 沿革
- 1959年（昭和34年）
  - 4月1日 - 東小学校創立。
  - 4月6日 - 第1回入学式挙行。
  - 4月25日 - PTA結成。開校記念日制定。
  - 7月1日 - 校章制定。
- 1961年（昭和36年）3月10日 - 校歌制定。
- 1963年（昭和38年）2月28日 - 体育館完成。
- 1964年（昭和39年）4月25日 - 創立5周年記念式典挙行し、校旗制作。
- 1966年（昭和41年）8月15日 - プール完成。
- 1967年（昭和42年）2月23日 - 鉄筋3階校舎新築。
- 1973年（昭和48年）4月1日 - 南小学校開校に伴い学区一部変更。
- 1982年（昭和57年）
  - 3月1日 - 鉄筋化1期工事完了。
  - 11月30日 - 鉄筋化2期工事完了。
- 1984年（昭和59年）
  - 9月14日 - 校庭改修工事完了。
  - 10月23日 - 新校舎完成航空写真撮影実施。
- 1991年（平成3年）
  - 3月30日 - 新体育館完成。
  - 4月8日 - 校庭不陸工事実施し、散水設備設置。
- 1996年（平成8年）
  - 9月6日 - ランチルーム完成。
  - 10月3日 - 接道部緑化整備工事完了。
- 1999年（平成11年）11月1日 - パソコン室設置。
- 2004年（平成16年）9月1日 - パソコン室改装工事完了。
- 2009年（平成21年）10月16日 - 創立50周年記念式典挙行。
- 2022年（令和4年）4月1日 - コミュニティ・スクールに指定。

## 通学区域
出典
- 東町一丁目（全域）
- 東町二丁目（全域）
- 東町三丁目（全域）
- 東町四丁目（全域）
- 中町二丁目（1番、2番、20〜23番）

## 進学先中学校
- 小金井市立東中学校[3]

## 校章
1959年5月にデザインが公募された。数多くの応募作品が集まり、その作品のすべてが「東小学校バッチ図案応募作品集」という冊子になった。最終選考の結果、第1代校長の堀尾良吉の作品が選定された。校章は同年7月1日に制定された。